# 米滕瓦尔德 (巴伐利亚州)
米滕瓦尔德是德国巴伐利亚州的一个市镇。总面积132.85平方公里，总人口7428人，其中男性3738人，女性3690人（2011年12月31日），人口密度56人/平方公里。